# Chiesa madre di Maria Santissima del Soccorso
La chiesa di Santa Maria del Soccorso, o anche santuario di Santa Maria del Soccorso, è la chiesa madre di Castellammare del Golfo.
Al suo interno è custodito il venerato simulacro della Madonna del Soccorso, principale patrona della città.

## Storia
La costruzione dell'attuale chiesa madre di Castellammare del Golfo iniziò nel 1726 e si concluse dieci anni più tardi nel 1736. Tale costruzione fu voluta dall'allora barone di Castellammare, Baldassare Naselli. Si tratta tuttavia della terza riedificazione, in quanto prima del 1726 esisteva già una chiesa in quel sito, ma di dimensioni minori.

## Descrizione

### Navata destra
- Prima campata: Cappella del Santissimo Sacramento. Altare del Santissimo Sacramento con la statua del Sacro Cuore di Gesù.
- Seconda campata: Cappella della Madonna del Lume. Altare di Maria Santissima del Lume.
- Terza campata: Cappella dei Santi Apostoli. Altare dei Santi Apostoli Pietro ed Andrea. Alla parete il dipinto raffigurante la Crocifissione con San Pietro e Sant'Andrea, opera di Orazio Ferraro, realizzata nel 1605.
- Quarta campata: Cappella di San Gaetano. Altare con la statua di San Francesco d'Assisi.

### Navata sinistra
- Prima campata: Cappella della Madonna del Soccorso. Altare con simulacro raffigurante Maria Santissima del Soccorso, ambiente chiuso da due elaborate cancellate.
- Seconda campata: Cappella di San Giuseppe. Altare dedicato a San Giuseppe.
- Terza campata: Cappella della Madonna del Carmine. Altare di Maria Santissima del Carmelo.
- Quarta campata: Cappella di San Vincenzo Ferreri. Altare con la statua di San Rocco.
- Fonte battesimale in marmo.

### Altare maggiore
- Altare maggiore, sormontato da un pregiato Crocifisso con statua della Madonna Addolorata in legno tela e colla del 700.

### Affreschi
Decorazione in stile barocco con stucchi, marmi policromi e affreschi. Pitture autografe realizzate di Giuseppe Tresca ("Ioseph Tresca fecit A.D. 1767") con la collaborazione di Giuseppe Velasco.

## Riti e celebrazioni
- 18 Gennaio, Memoria del salvataggio dei marinai avvenuto nel 1792

In ricordo di questo miracolo avvenuto nel 1792 i marinai organizzano un pellegrinaggio che dalla Chiesa del Purgatorio, raggiunge la Chiesa Madre dove ha inizio una solenne celebrazione per ringraziare la Vergine dal pericolo scampato.
- Settimana Santa

I riti tradizionali della Settimana Santa in Sicilia vengono accompagnati da una sacra rappresentazione in quadri viventi, narrati dal testo ecce homo di Francesco Leone. Il venerdì santo, dopo l'adorazione della Croce, si snoda dalla Chiesa Madre la processione del Cristo morto seguito dall'Addolorata che attraversa le vie della città.
- 13 Luglio, Memoria dell'apparizione della Vergine del Soccorso

Periodicamente ogni due anni, si celebra la rievocazione storica Nostra Principalissima Patrona; una sacra rappresentazione che narra l'attacco alla città da parte degli inglesi, sventato dall'apparizione della Madonna accompagnata da un potente esercito di angeli, invocata dal popolo impaurito. La visione della Madonna, impaurì gli inglesi e decisero di abbandonare la battaglia. Negli anni che la rievocazione non viene organizzata, in Chiesa Madre viene celebrata una solenne messa in ricordo dell'evento prodigioso.
- 1-21 Agosto, Festeggiamenti in onore di Maria Santissima del Soccorso

Annualmente dal 1° al 21 agosto, si svolgono i tradizionali festeggiamenti in onore della patrona. Ogni giorno viene recitato il Santo Rosario in dialetto castellammarese seguito dalla Santa Messa. Vengono organizzati concerti, fiere, sfilate dei carretti siciliani, fuochi d'artificio ecc. I festeggiamenti culminano dal 19 al 21 con la processione a mare (il 19) e la tradizionale e partecipatissima processione che si snoda per le vie cittadine (il 21).
- 16 Settembre, Anniversario dell’incoronazione del simulacro della Vergine del Soccorso; avvenuto nel 1798.

## Galleria d'immagini

Architettura
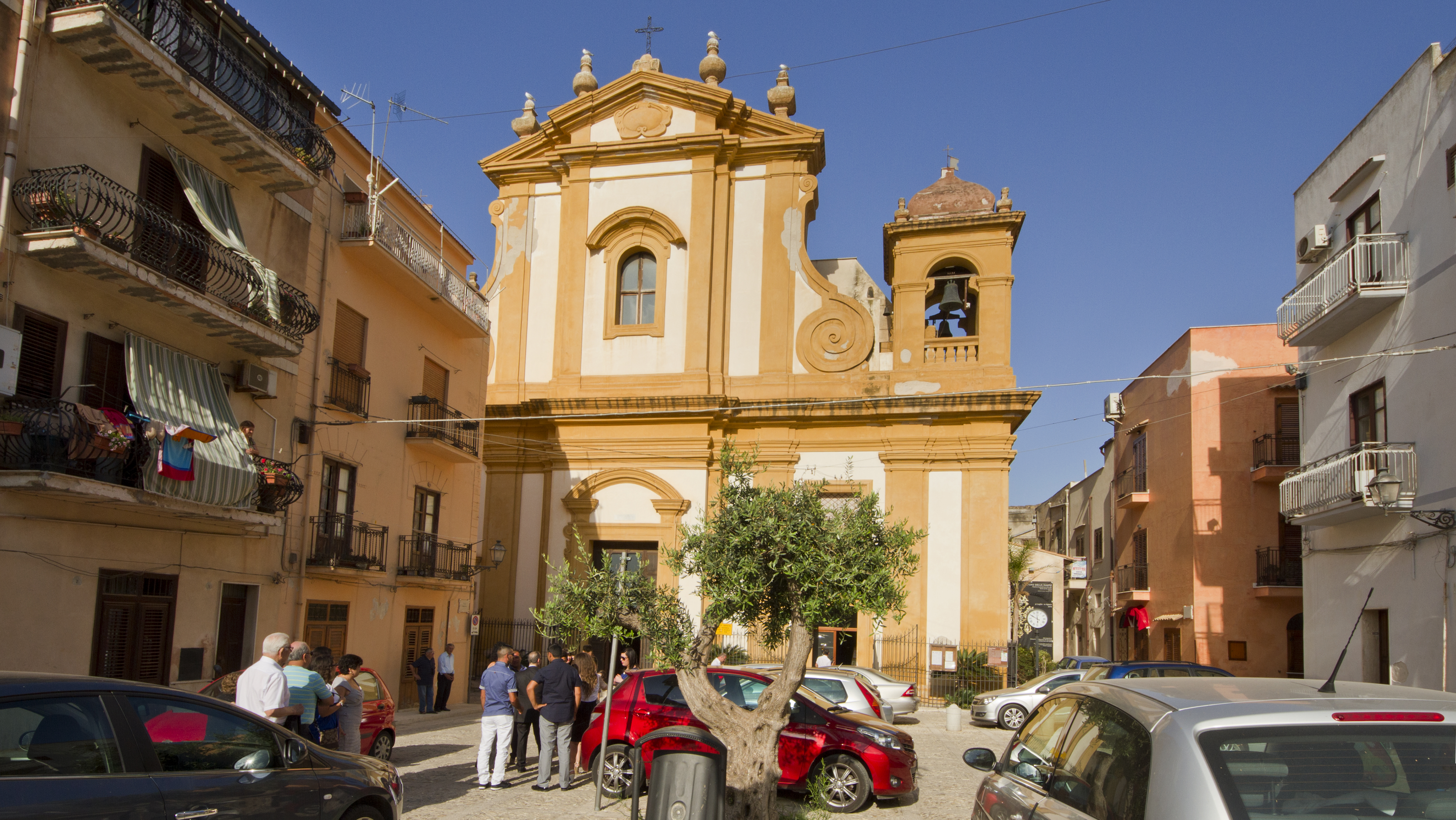
Prospetto
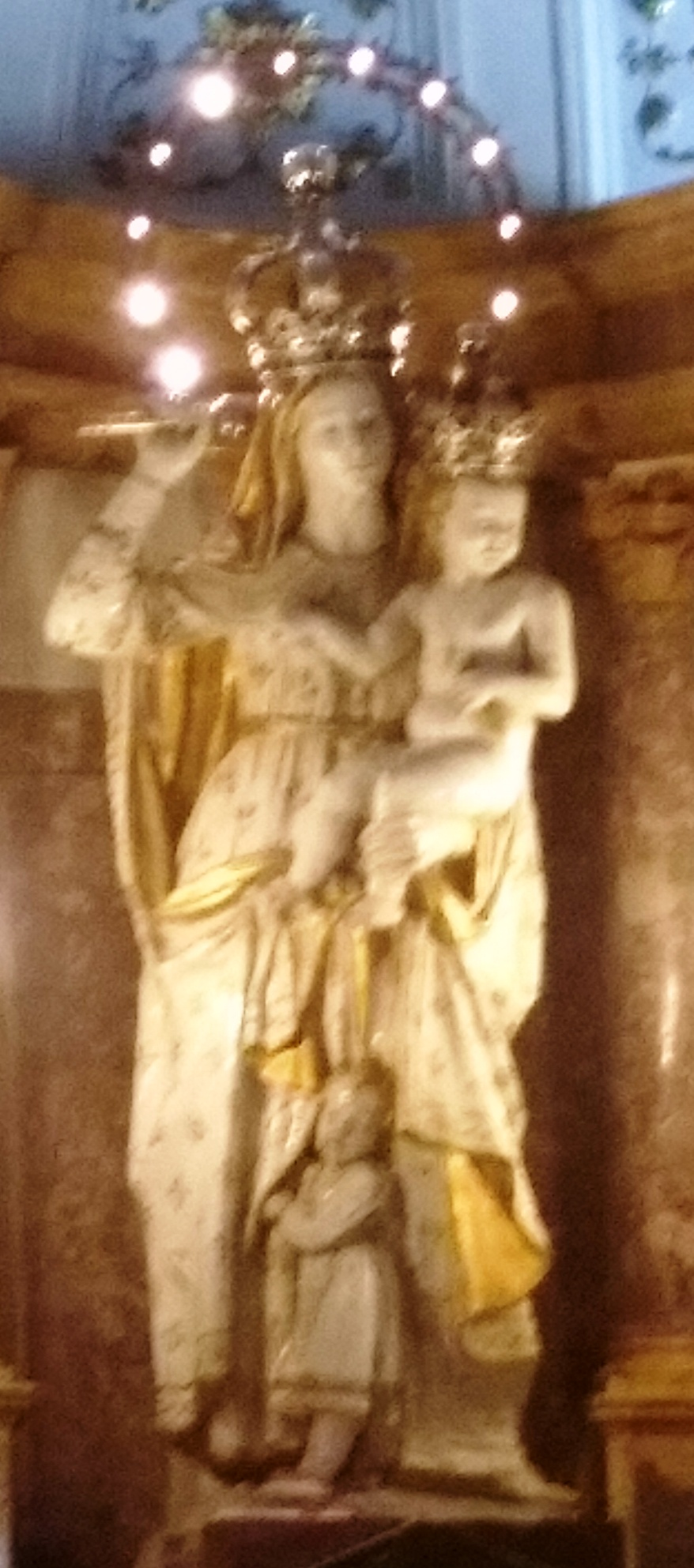
Simulacro in maiolica di Maria Santissima del Soccorso principalissima patrona di Castellammare del Golfo
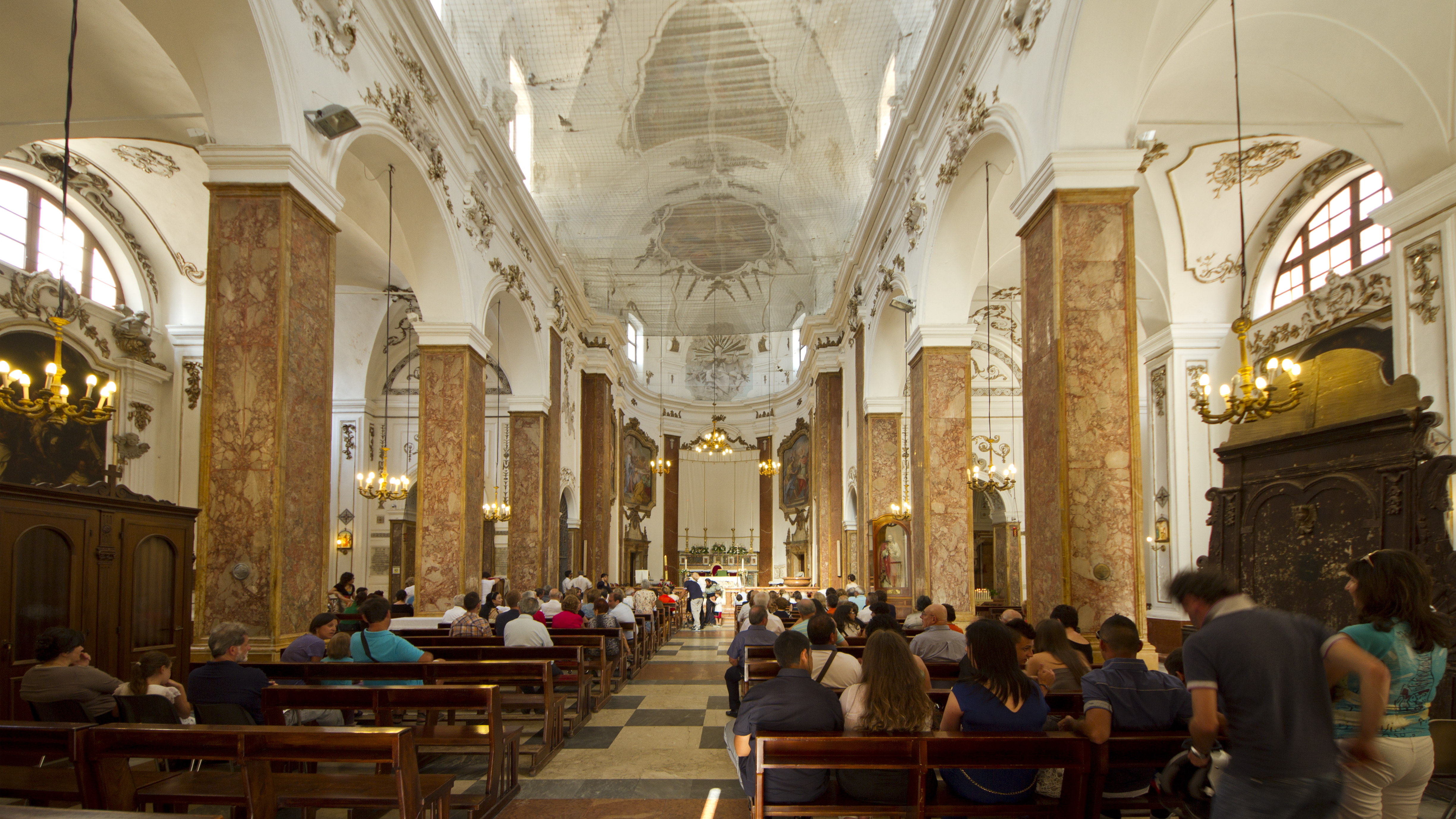
Interno